# Diócesis de El Obeid
La diócesis de El Obeid (en latín: Dioecesis Elobeiden(sis) y en árabe: أبرشية الروم الكاثوليك بالأبيض‎) es una circunscripción eclesiástica de rito latino de la Iglesia católica en Sudán, sufragánea de la arquidiócesis de Jartum. Desde el 13 de febrero de 2017 su obispo es Yunan Tombe Trille Kuku Andali.

## Territorio y organización
La diócesis extiende su jurisdicción sobre los fieles católicos de rito latino residentes en los siguientes 8 estados de Sudán: Kordofán del Norte, Darfur del Norte, Kordofán del Sur, Kordofán del Oeste, Darfur del Sur, Darfur del Este, Darfur Central y Darfur del Oeste.
La sede episcopal está en la ciudad de El Obeid, en donde se encuentra la Catedral de Nuestra Señora Reina de África.
En 2019 el territorio estaba subdividido en 14 parroquias.
Los obispos de Yibuti son miembros de derecho de la Conferencia de Obispos Latinos en las Regiones Árabes.

## Historia
La misión en El Obeid fue fundada por Daniel Comboni en septiembre de 1873.
El vicariato apostólico de El Obeid fue erigido el 10 de mayo de 1960 con la bula Quod Sacrum Fidei del papa Juan XXIII, separando territorio del vicariato apostólico de Jartum (hoy arquidiócesis de Jartum).

A vicariatu apostolico Khartumensi civiles provincias distrahimus, vulgo Kordofan et Darfur, ex iisque novum efficimus vicariatum apostolicum de EI Obeid cognominandum (...)

El 12 de diciembre de 1974 el vicariato apostólico fue elevado a diócesis con la bula Cum in Sudania del papa Pablo VI.

## Episcopologio
- Edoardo Mason, M.C.C.I. † (10 de mayo de 1960-28 de febrero de 1969 renunció)
  - Sede vacante (1969-1979)
- Paulino Lukudu Loro, M.C.C.I. † (5 de marzo de 1979-19 de febrero de 1983 nombrado arzobispo de Yuba)
  - Macram Max Gassis, M.C.C.I. (4 de octubre de 1983-12 de marzo de 1988 nombrado obispo) (administrador apostólico)
- Macram Max Gassis, M.C.C.I. (12 de marzo de 1988-28 de octubre de 2013 retirado)
  - Antonio Menegazzo, M.C.C.I. † (15 de diciembre de 1995-15 de agosto de 2010 retirado) (administrador apostólico sede plena)
  - Michael Didi Adgum Mangoria (15 de agosto de 2010[3] -28 de octubre de 2013) (administrador apostólico sede plena)
- Michael Didi Adgum Mangoria (28 de octubre de 2013 por sucesión-15 agosto de 2015 nombrado arzobispo coadjutor de Jartum)
  - Michael Didi Adgum Mangoria (15 de agosto de 2015-13 de febrero de 2017) (administrador apostólico)
- Yunan Tombe Trille Kuku Andali, desde el 13 de febrero de 2017

## Estadísticas
De acuerdo al Anuario Pontificio 2020 la diócesis tenía a fines de 2019 un total de 93 000 fieles bautizados.
| Año                                                                             | Población            | Población  | Población      | Sacerdotes | Sacerdotes    | Sacerdotes    | Bautizados por sacerdote | Diáconos permanentes | Religiosos | Religiosos | Parroquias |
| Año                                                                             | Bautizados católicos | Total      | % de católicos | Total      | Clero secular | Clero regular | Bautizados por sacerdote | Diáconos permanentes | Varones    | Mujeres    | Parroquias |
| ------------------------------------------------------------------------------- | -------------------- | ---------- | -------------- | ---------- | ------------- | ------------- | ------------------------ | -------------------- | ---------- | ---------- | ---------- |
| 1970                                                                            | 3850                 | 3 072 500  | 0.1            | 20         | 10            | 10            | 192                      |                      | 13         | 17         |            |
| 1980                                                                            | 10 700               | 5 143 000  | 0.2            | 16         |               | 16            | 668                      |                      | 19         | 22         | 8          |
| 1990                                                                            | 60 500               | 6 773 000  | 0.9            | 22         | 3             | 19            | 2750                     |                      | 22         | 36         | 9          |
| 1999                                                                            | 124 000              | 8 100 000  | 1.5            | 27         | 14            | 13            | 4592                     |                      | 15         | 28         | 9          |
| 2000                                                                            | 130 000              | 8 340 000  | 1.6            | 29         | 14            | 15            | 4482                     |                      | 16         | 26         | 10         |
| 2001                                                                            | 134 000              | 8 600 000  | 1.6            | 30         | 17            | 13            | 4466                     |                      | 16         | 27         | 19         |
| 2002                                                                            | 137 000              | 8 900 000  | 1.5            | 33         | 21            | 12            | 4151                     |                      | 15         | 28         | 19         |
| 2003                                                                            | 140 000              | 8 900 000  | 1.6            | 35         | 23            | 12            | 4000                     |                      | 15         | 28         | 10         |
| 2004                                                                            | 143 000              | 9 000      | 1.6            | 37         | 22            | 15            | 3864                     |                      | 18         | 36         | 14         |
| 2006                                                                            | 151 200              | 9 523 000  | 1.6            | 35         | 23            | 12            | 4320                     |                      | 17         | 36         | 13         |
| 2012                                                                            | 90 000               | 9 000      | 1.0            | 39         | 28            | 11            | 2307                     |                      | 15         | 34         | 14         |
| 2013                                                                            | 90 000               | 9 000      | 1.0            | 32         | 20            | 12            | 2812                     |                      | 16         | 24         | 14         |
| 2016                                                                            | 95 503               | 11 842 000 | 0.8            | 33         | 24            | 9             | 2894                     |                      | 13         | 19         | 14         |
| 2019                                                                            | 93 000               | 12 270 500 | 0.8            | 38         | 32            | 6             | 2447                     |                      | 15         | 18         | 14         |
| Fuente: Catholic-Hierarchy, que a su vez toma los datos del Anuario Pontificio. |                      |            |                |            |               |               |                          |                      |            |            |            |